# Strażnica WOP Mątyty
Strażnica WOP Głębock/Mątyty – podstawowy pododdział graniczny Wojsk Ochrony Pogranicza.

## Formowanie i zmiany organizacyjne
Strażnica została sformowana w 1945 w strukturze 22 komendy odcinka Braniewo jako 109 strażnica WOP (Tiefensee) o stanie 56 żołnierzy. Kierownictwo strażnicy stanowili: komendant strażnicy, zastępca komendanta do spraw polityczno-wychowawczych i zastępca do spraw zwiadu. Strażnica składała się z dwóch drużyn strzeleckich, drużyny fizylierów, drużyny łączności i gospodarczej. Etat przewidywał także instruktora do tresury psów służbowych oraz instruktora sanitarnego.
Według Henryka Dominiczaka 109 strażnicę WOP rozformowano w 1947. Inne źródła nie potwierdzają tego faktu.
W lipcu 1948 strażnica została przeniesiona do m. Mątyt.
W maju 1952 strażnica wyszła z podporządkowania rozwiązywanego 191 batalionu WOP i weszła w struktury 192 batalionu WOP.

Od 15 marca 1954 wprowadzono nową numerację strażnic. Strażnica IV kategorii otrzymała numer 104.
Jesienią 1955 zlikwidowano sztab batalionu. Strażnica podporządkowana została bezpośrednio pod sztab brygady. W sztabie brygady wprowadzono stanowiska nieetatowych oficerów kierunkowych odpowiedzialnych za służbę graniczną strażnic.
W czerwcu 1956 rozwiązano strażnicę.

## Ochrona granicy
Wydarzenia:
19 lipca 1946 żołnierze strażnicy zlikwidowali 9-osobową bandę rabunkową.
Strażnice sąsiednie:
108 strażnica WOP Eisenberg ⇔ 110 strażnica WOP Warschkeiten – 1946

## Dowódcy strażnicy
- sierż. Jan Kubik (był w 1951)